# Sinauru
Sinauru is een bestuurslaag in het regentschap Nias Selatan van de provincie Noord-Sumatra, Indonesië. Sinauru telt 299 inwoners (volkstelling 2010).